# Prowincja Biskira
Prowincja Biskira (arab. ولاية بسكرة, berb. Tibeskert, fr. Biskra) – jedna z 48 prowincji Algierii, znajdująca się w północno-wschodniej części kraju. 